# Лаґодехський муніципалітет
Лаґодехський  муніципалітет (груз. ლაგოდეხის მუნიციპალიტეტი) — адміністративна одиниця мгаре Кахетія, Грузія. Адміністративний центр — місто Лаґодехі.

## Населення
Станом на 1 січня 2014 чисельність населення муніципалітету склала 41 678 мешканців.
| Грузини | Азербайджанці | Осетини | Росіяни | Вірмени |
| 71,49%  | 23,04 %       | 2,36 %  | 1,76 %  | 0,84%   |